# James Benjamin Dutton
James Benjamin Dutton (ur. 21 lutego 1954) – brytyjski generał broni, gubernator Gibraltaru od 6 grudnia 2013 roku.